# Thomas Casimer Devin
Thomas Casimer Devin (10 décembre 1822 - 4 avril 1878) est un officier et général de l'armée des États-Unis. Il est commandant de cavalerie dans l'Union pendant la guerre de Sécession et pendant les guerres indiennes.

## Avant la guerre
Né dans la ville de New York de parents irlandais, Devin est issu d'une famille militaire avec les ancêtres qui ont combattu lors la guerre d'Indépendance américaine et la guerre française et indienne. Devin est un peintre en bâtiment et un associé, avec son frère John, d'une société de peinture et de vernis au début de sa vie, tout en atteigne le grade de lieutenant-colonel dans la milice de l'État de New York au sein de 1st New York State Militia.

## Guerre de Sécession
Après le début de la guerre de Sécession, Devin forme à sa compagnie de cavalerie de la milice en « compagnie indépendante du capitaine Devin » et sert comme capitaine. La fin de l'année, il devient colonel du 6th New York Volunteer Cavalry, surnommé le « 2nd Ira Harris Guards », dont il sera le chef de file pendant l'année suivante.
Le premier service important du régiment se déroute lors de la campagne du Maryland de 1862. Lors de la bataille d'Antietam, l'un de ses escadrons est impliqué dans les premières attaques de la journée. Lors de la bataille de Fredericksburg, Devin hérite du commandement de la brigade de cavalerie de David McMurtrie Gregg, lorsque ce dernier prend la responsabilité de la brigade de George Dashiell Bayard (en), qui a été tué par un tir d'artillerie confédéré. Lors de la bataille de Chancellorsville, en 1863, sa petite brigade est la seule unité de cavalerie non détachée pour le raid du brigadier général George Stoneman et il ouvre la voie avec succès aux trois corps de l'Union lors de la marche furtive qui précède la bataille. Les hommes de la brigade se distinguent à plusieurs reprises dans les combats de la bataille. Ils subissent près de 200 blessés dans la bataille, des pertes les plus élevées qu'une unité de cavalerie de l'Union a connues avant cette date. Devin mène également sa brigade à la bataille de Brandy Station (9 juin 1863), et prend le commandement de la division du brigadier général John Buford' pendant que Buford commande l'ensemble de l'aile droite de l'attaque sur deux fronts contre la cavalerie confédérée. Tout en observant la ligne d'escarmouche au début du combat, Devin a son cheval abattu sous lui.
Lors de la bataille de Gettysburg, la brigade de Devin sert dans la division du brigadier général John Buford qui ouvre la bataille, le 1er juillet 1863. Devin est devenu un favori de Buford et son style de commandement robuste lui vaut le surnom de « Buford' Hard Hitter » (le cogneur de Buford), alors que ses propres hommes préfère l'appeler « Oncle Tommy ». Alors que les attaques confédérés débutent, la brigade de Devin fait écran sur la route des approches du nord-ouest et nord de Gettysburg, et réussit à retarder l'arrivée de la division de Jubal A. Early. Un tir fratricide de l'artillerie de l'Union sur Cemetery Hill oblige une grande partie de sa brigade à se retirer dans la ville de Gettysburg, et plus tard, ils ont une escarmouche avec les confédérés lorsqu'ils entrent dans la ville. Les deux brigades de la division de cavalerie de Buford présents sur le terrain, les 1er et 2 juillet sont retirées du champ de bataille par le commandant du corps de cavalerie Alfred Pleasonton l'après-midi du 2 juillet.
Après Gettysburg, Devin continue de commander une brigade et parfois une division dans le corps de cavalerie de l'armée du Potomac. Au printemps de 1864, il participe au raid sur Richmond de la cavalerie de Judson Kilpatrick. En août, il a accompagne le corps de cavalerie dans la vallée de la Shenandoah, où il combat sous les ordres du major général Philip Sheridan au cours des campagnes de la vallée de 1864. Le 16 août 1864, après que l'avant-garde confédérée de Kershaw a repoussé les piquets vers Guard Hill, les troupes confédérées se heurtent à la brigade de cavalerie de Devin (deuxième brigade de la première division). Celle-ci est démontée et dans une solide position défensive. Devin est blessé une fois au cours de la guerre, une blessure au pied, le 16 août 1864 dans un combat à Guard Hill, en Virginie, ou Crooked Run, en Virginie. Lorsque Wesley Merritt devient commandant du corps de cavalerie, Devin hérite du commandement de sa division. 
Le général Grant le caractérise comme le deuxième meilleur cavalier de l'Union après Sheridan.
Le 19 novembre 1864, le président Abraham Lincoln nomme Devin brigadier général des volontaires pour sa participation à la bataille de Cedar Creek, avec une date de prise de rang au 19 octobre 1864. Le président soumet la nomination le 12 décembre 1864 et le Sénat américain la confirme le 14 février 1865.
Devin quitte le service des volontaires le 15 janvier 1866. Le 13 janvier 1866, le président Andrew Johnson propose Devin pour la nomination d'un brevet de major-général des volontaires, avec une date de prise de rang au rang du 13 mars 1865, et le Sénat américain confirme la nomination le 12 mars 1866. Le président Johnson propose également Devin pour une nomination d'un brevet de colonel dans l'armée régulière pour sa participation à Fisher's Hill, avec une date de prise de rang au 2 mars 1867. Le 26 mars 1867, le président Johnson propose Devin pour une nomination à un brevet de brigadier général dans l'armée régulière pour sa participation à Sayler's Creek, avec une date de prise de rang au 2 mars 1867 et le Sénat américain confirme la nomination le 5 avril 1867.

## Après la guerre
Devin obtient une commission dans l'armée régulière, après la guerre de Sécession, en vertu des dispositions de la loi sur l'armée de 1866. Cette loi exigeait que le nombre des officiers des nouveaux régiments d'infanterie et de cavalerie soient pourvu par un certain pourcentage d'officiers des régiments des volontaires levés au cours de la guerre de Sécession. Terminant la guerre comme brigadier général et major général breveté, Devin devient lieutenant-colonel et est affecté dans le 8th U.S. Cavalry. Servant initialement servir avec une partie du régiment dans le Nouveau-Mexique, Devin assume le commandement du sous-district de Prescott en Arizona à la fin de 1867. 
Sa santé déclinant, il est en congé maladie de juin 1873 à mai 1874. Après le retrait d'un polype à l'oreille, son tympan gauche est perforé.
Il meurt d'un cancer de l'estomac et de l'exposition au froid, en congé de maladie du service actif, en tant que colonel du 3rd U.S. Cavalry. Devin est d'abord enterré dans le cimetière de la cavalerie sur Long Island, mais après le décès de son épouse en 1897, les deux sont inhumés dans le cimetière de West Point, à New York, tout près de son ancien ami et commandant John Buford.

## Dans les médias populaires
Devin a été incarné par David Carpenter en 1993, dans le film Gettysburg, basé sur le romand de Michael Shaara, The Killer Angels.